# 思想 (台湾雑誌)
『思想』（シーシャン、ドイツ語：Reflexion）は、台湾の聯経出版が発行する中国語の学術誌であり、主編は中央研究院人文社会科学研究中心の研究員である銭永祥（せん えいしょう）が務めている。
本誌は人文社会科学の諸分野を対象とし、各号ごとに特定のテーマを深く掘り下げている。

## 概要
『思想』は1988年に創刊されましたが、当初は西洋の古典的論文の翻訳を主な内容としていた。しかし、版権取得の困難さや翻訳者の不足などの課題から、創刊号の発行後、一時休刊となった。その後、台湾の学術・文化界の成熟や、海外の中国語圏知識人との交流の深化を背景に、2006年3月に刊行が再開されました。 復刊後は、翻訳にとどまらず、中国語圏の知識人によるオリジナルの論考を掲載し、各号で異なるテーマを設定している。年間3～4回の発行を目指し、事実上の季刊誌として機能している。
本誌の編集委員会は、主編の銭永祥氏のほか、王智明、白永瑞、汪宏倫、林載爵、周保松、陳正国、陳宜中、陳冠中といった多彩なメンバーで構成されている。 『思想』は、台湾、中国大陸、香港、マレーシアなど、広範な中国語圏の知識人を結びつけることを目指し、学術的な議論の場を提供している。各号のテーマは多岐にわたり、例えば「歴史と現実」「東アジアと台湾」「過渡期の正義と記憶の政治」「社会主義の想像力」「民主社会の可能性」「動物と社会」など、現代社会の多様な課題に焦点を当てている。
『思想』は、学術的な深さと公共性を兼ね備えた中国語の知的プラットフォームとして、知識人が公共の問題について議論し、思索を深める場を提供している。その内容は、専門家だけでなく、広く一般の読者にも開かれており、社会の多様な問題に対する理解と対話を促進している。